# Лазиська (Мінський повіт)
Лазиська (пол. Łaziska) — село в Польщі, у гміні Якубув Мінського повіту Мазовецького воєводства.
Населення — 221 особа (2011).
У 1975-1998 роках село належало до Седлецького воєводства.

## Демографія
Демографічна структура станом на 31 березня 2011 року:
|          | Загалом | Допрацездатний вік | Працездатний вік | Постпрацездатний вік |
| -------- | ------- | ------------------ | ---------------- | -------------------- |
| Чоловіки | 113     | 26                 | 77               | 10                   |
| Жінки    | 108     | 20                 | 61               | 27                   |
| Разом    | 221     | 46                 | 138              | 37                   |